# 卓宁霍姆宫
卓宁霍姆宫（瑞典語：Drottningholms slott，又译德羅特寧霍爾姆宮、德羅汀罕皇宮 、王后岛宫）是瑞典王室的私人宫殿，位于斯德哥尔摩省、梅拉伦湖畔埃克勒市镇卓寧霍姆（王后岛）。该建筑最早建于16世纪后期，1661年被烧毁后重建。目前除了瑞典王室私人居住外，部分房间和藏品对公众开放。1991年，被列入联合国教育科学文化组织世界遗产目录。

## 历史
1580年，瑞典国王约翰三世为他的爱妻，瑞典王后凯瑟琳·雅盖隆卡建造了一座石头城堡，并以卓宁霍姆宫为之命名，“卓寧”是瑞典语“王后”的音译，「霍姆」即「小島」。1661年，王太后海德薇格·埃莉奥诺拉买下了这座城堡，同年的12月30日不幸发生火灾。海德薇格邀请瑞典著名建筑师尼克姆德斯·泰辛负责重新设计该城堡。1662年，重建工程开始。1681年，在城堡即将完工的时候，尼克姆德斯去世，他的儿子小尼克姆德斯·泰辛接替了他的工作，并设计了城堡内部的装饰。
在城堡重建的1660年代，国王卡尔十一世年幼，王太后海德薇格辅助摄政。1648年《威斯特伐利亚和约》签订之后，瑞典正式成为一个强大的国家。海德薇格作為瑞典实质上的统治者，住在离斯德哥尔摩更近的地方以方便治理国家。
1744年露易莎·乌尔利卡公主嫁给阿道夫·弗雷德里克，修缮一新的的宫殿作为礼物送给公主。1751年阿道夫成为瑞典的国王，露易莎成为新的王后。在露易莎住在城堡期间，她将城堡内部装饰成精致的法国洛可可风格。同时她还负责了卓宁霍姆宫剧院的重建工作，该剧院于1762年毁于大火。1777年，露易莎将城堡卖给了瑞典王室，她的儿子，国王古斯塔夫三世，拥有了该城堡。
19世纪，奥斯卡一世在位期间，城堡没有以前那么受人关注，开始朽坏。1907年，城堡进行了一次大修。
1981年，现任瑞典国王卡尔十六世·古斯塔夫为了让孩子们有较宽敞的庭院，从斯德哥尔摩老城王宫搬到卓宁霍姆宫南翼居住。但宫中一些厅室，如富丽堂皇的接见厅和礼仪厅，仍对外开放参观。

## 宫殿
400年来，宫殿几经重修，最大的一次修缮是1907年开始到1913年结束，供电、取暖、供水、排水系统都进行了更新，城堡的屋顶也重修了。1977年开始，宫殿内的几个大厅重新设计，图书馆和大厅做了防火的保护。1997年，外墙清洗并重新建造，该工程直到2002年底才结束。
- 宫殿教堂
- 卓宁霍姆宫剧院
- 中國宫

### 宫殿教堂
教堂由尼克姆德斯·泰辛设计，他儿子小尼克姆德斯·泰辛负责建造，于1746年5月竣工。如今，教堂由附近教区的人们使用，每个月的最后一个周日举行礼拜仪式。教堂里有一座1730年建造的管风琴，至今仍在使用。

### 卓宁霍姆宫剧院
卓宁霍姆宫剧院对公众开放，至今仍在使用。每年夏天，在剧院举行音乐节，吸引很多人前来。

### 中國宫
中國宫建于1753年，是一座仿照中国风格设计的宫，如今也是卓宁霍姆宫的一部分，对公众开放。

## 花园
城堡和建筑的周围的花园每年吸引大量游客前来参观。

### 巴洛克花园

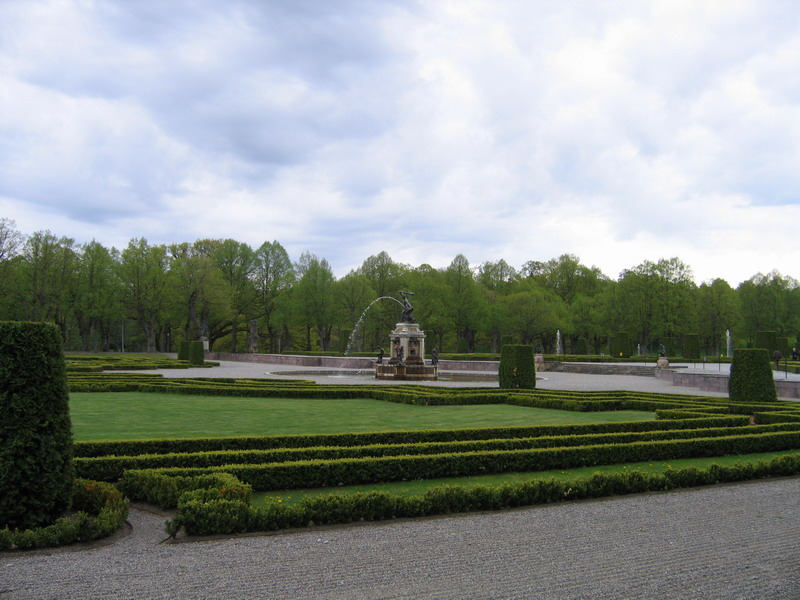
巴洛克花园美景

17世纪末期，在海德薇·格埃莉奥诺拉统治期间，最古老的花园建成。这是一座巴洛克风格的花园，就在主建筑的边上，几何图案组成的整齐草坪，许多雕像喷泉夹杂其间。1950年代到1960年代，古斯塔夫六世统治期间，花园重新设计维修。

### 英式花园
英式花园位于巴洛克花园的北面，古斯塔夫三世统治期间开始建造，里面有两个池塘，运河蜿蜒其中，小桥错落有致。参天的大树之间摆放着很多雕像，其中大部分古代大理石雕像是古斯塔夫三世从意大利购买的。

## 世界遗产
1991年，卓宁霍姆宫被列入联合国教育科学文化组织世界遗产目录。主要是因为卓宁霍姆宫剧院和中国亭。下面是联合国教育科学文化组织的评论：
|  | 卓宁霍姆王家领地位于斯德哥尔摩郊区的梅拉伦湖畔。它带有宫殿、保存完好的剧院（1766年建造）、中国亭和花园，是18世纪自凡尔赛宫得到灵感的北欧王家居所的最佳样本。 英文原文：The Royal Domain of Drottningholm stands on an island in Lake Mälar in a suburb of Stockholm. With its palace , perfectly preserved theatre (built in 1766), Chinese pavilion and gardens, it is the finest example of an 18th-century northern European royal residence inspired by the Palace of Versailles. |